# Mooca
Mooca é um tradicional distrito de classe-média alta situado na zona leste do município de São Paulo e é administrado pela Subprefeitura da Mooca. É um bairro historicamente caracterizado pela grande quantidade de descendentes de imigrantes italianos. Apesar disso, nos últimos anos, devido à grande especulação imobiliária e chegada de novos negócios, houve um consequente aumento no número de moradores, e o perfil destes, tem se tornado cada vez mais heterogêneo e rejuvenescido. 
É considerado o distrito mais seguro de São Paulo por vários anos consecutivos, quem confirma isso é o Governo da cidade. Desde 2011, é feita uma análise de índices de criminalidade por Distrito Policial nos bairros e regiões paulistanas para descobrir quais são os mais seguros. A pesquisa mostrou que a Mooca teve apenas duas mortes de 2011 a 2013, o número mais baixo de toda cidade.[carece de fontes?]
A Mooca é formada por 4 bairros: Vila Hipódromo, Mooca,  Alto da Mooca (parte) e Parque da Mooca.

## História

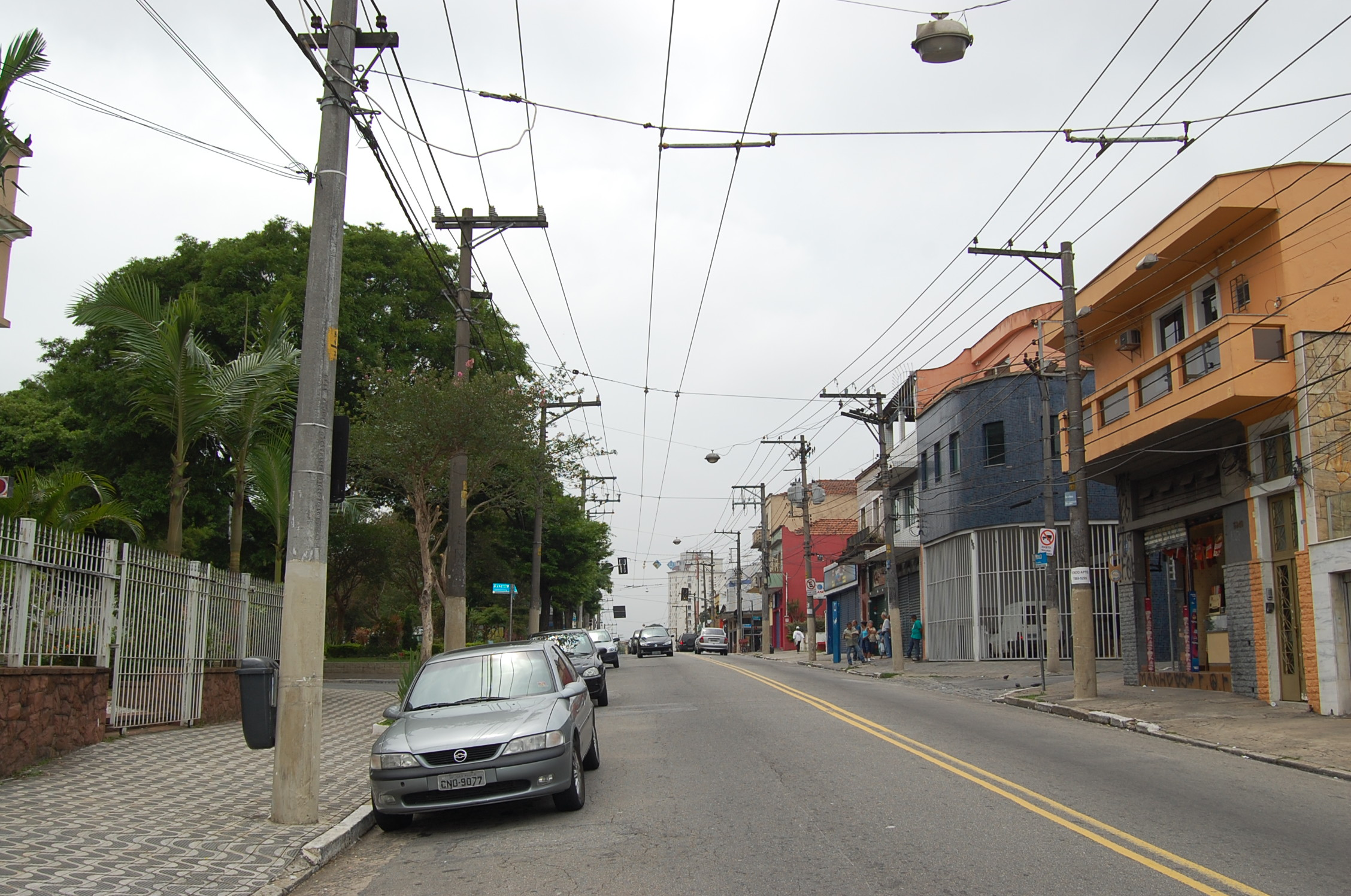
Rua da Mooca

A sua fundação aconteceu em 17 de agosto de 1556, 56 anos após o descobrimento oficial do Brasil pelos portugueses. Na época, as terras eram ocupadas por índios que se concentravam próximo ao Tameateí ou Tometeri, hoje o Rio Tamanduateí. O nome do bairro é de origem indígena. Uma versão aventada é a de que ele teria surgido no século XVI, quando os primeiros habitantes brancos começaram a construir suas casas na região, sob o olhar curioso dos índios, que teriam exclamado Moo-oca! Numa tradução livre, algo como "Eles estão fazendo casas!", de moo, fazer e oca, casa.
Além dessa etimologia, no entanto, o tupinólogo Eduardo de Almeida Navarro acrescenta outra possibilidadeː a de que o nome do distrito tenha se originado do termo tupi antigo mũoka, que significa "casa de parente", através da junção dos termos mũ (parente) e oka (casa).
Durante a Revolta Paulista de 1924 o bairro foi bombardeado por aviões do Governo Federal. O exército legalista ao governo de Artur Bernardes se utilizou do chamado "bombardeio terrificante", atingindo vários pontos da cidade, em especial bairros operários como Mooca, Ipiranga, Brás, Belenzinho e Centro, que foram seriamente afetados pelos bombardeios.

### Formação e desenvolvimento

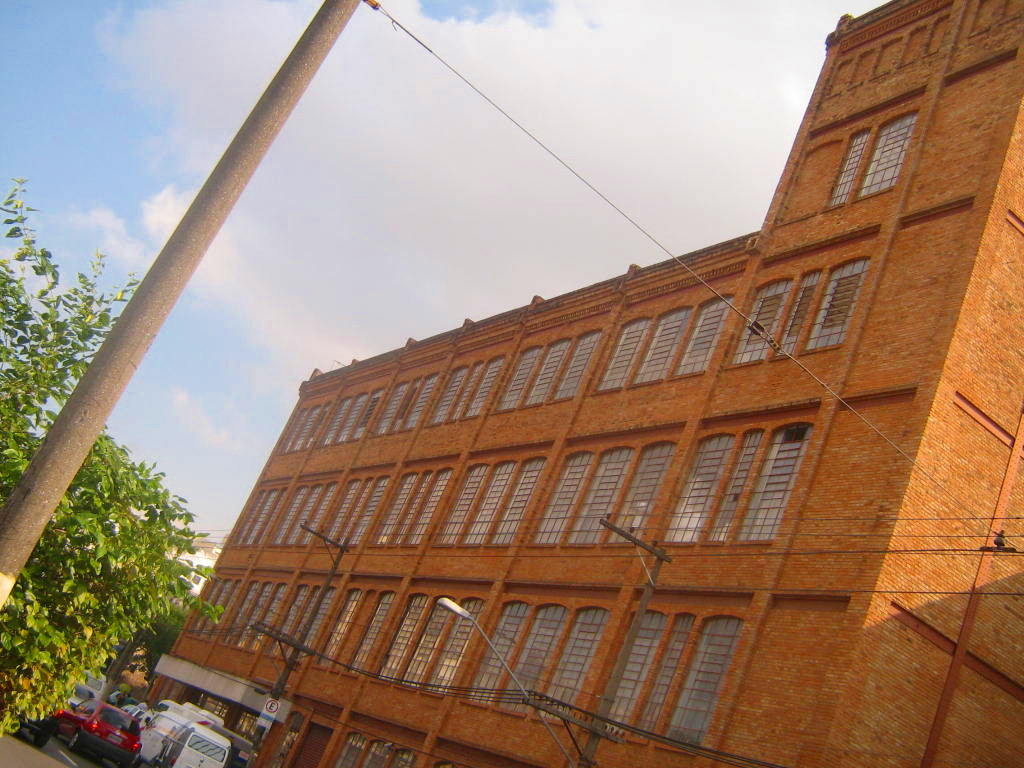
Prédio do antigo Cotonifício Crespi, comprado pela rede Extra Hipermercados

A Mooca se caracteriza por uma intensa ocupação de italianos, cujos descendentes não abandonaram o distrito. Outras imigrações importantes foram de lituanos e croatas. Um nome intimamente ligado ao distrito é o do italiano Rodolfo Crespi, dono da que chegou a ser a maior tecelagem de São Paulo, o Cotonifício Crespi, fundado em 1896. Sucessivas ampliações da fábrica foram acompanhadas por construção de moradias para seus funcionários. Assim como a família Crespi, boa parte dos operários era de origem italiana. Desde 2006, o complexo fabril do antigo cotonifício é ocupado pelo hipermercado Extra, que promoveu um projeto polêmico e agressivo de reabilitação e ampliação dos edifícios, alterando sua integridade arquitetônica e construtiva.

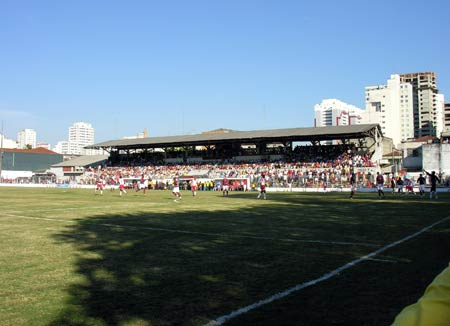
Estádio Conde Rodolfo Crespi, popularmente chamado de estádio da Rua Javari

A imigração italiana está presente também nas tradições gastronômicas do distrito que, entre muitas cantinas, pizzarias e doçarias, conta com alguns importantes nomes, como a doçaria Di Cunto, a pizzaria São Pedro, a Pizzaria do Ângelo, restaurante Don Carlini e o restaurante Il tosto - Felipe Costa. Muitas famílias de origem napolitana do sul da Itália, da Lombardia (Milão, Busto Arsizio) Piemonte (Turim)  Corigliano (Calábria). A Família mais tradicional da Mooca é a família Sapia ( Uma das primeiras famílias a chegar ao bairro) Essa família é proveniente de Corigliano (Calábria) chegaram ao bairro no ano 1904.
Sendo uma região de passado industrial, foi uma das áreas da cidade onde se concentraram os imigrantes, em especial os italianos, que imprimiram certas marcas características do distrito, como algumas festas típicas, tais como a Festa de San Gennaro. O distrito abriga, hoje, o Memorial do Imigrante, que traz informações sobre a imigração italiana no Brasil. É um distrito que ainda concentra algumas indústrias na cidade, mas é predominantemente residencial de classe média e de serviços. O distrito ainda sedia a Universidade Anhembi Morumbi e a Universidade São Judas Tadeu, ambas de classe média e média alta, e o tradicional clube paulistano Clube Atlético Juventus.

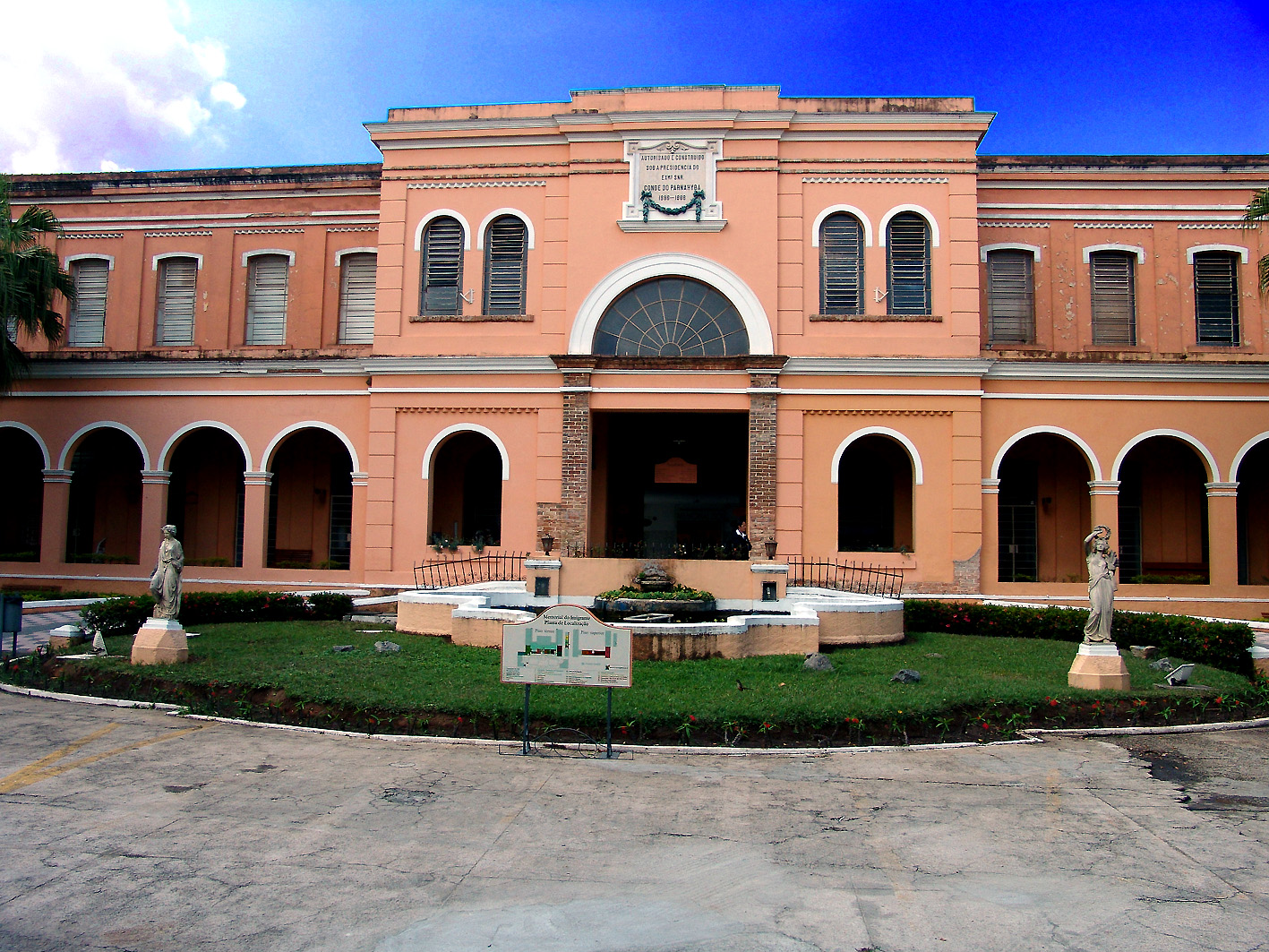
Fachada do Memorial do Imigrante

Símbolo da imigração italiana, o Clube Atlético Juventus foi fundado no dia 20 de abril de 1924 por funcionários do Cotonifício Rodolfo Crespi. Os grandes patronos do clube eram Rodolfo e o seu filho Adriano Crespi, italianos da cidade de Busto Arsizio, na província italiana de Varese, próximo ao Piemonte. Rodolfo era simpatizante da Juventus, time de futebol da cidade italiana de Turim, enquanto o seu filho Adriano gostava da Fiorentina, de Florença. O nome Clube Atlético Juventus nasceu numa homenagem à Juventus da Itália, porém utilizando a cor lilás, da camisa da Fiorentina. Com o tempo, aquela cor arroxeada foi passando para o grená (vinho) utilizada até os dias de hoje. Existe uma outra versão que diz que a camisa é grená em homenagem ao Torino, o outro grande clube de Turim. Assim, teriam sido homenageados os dois clubes dessa cidade.

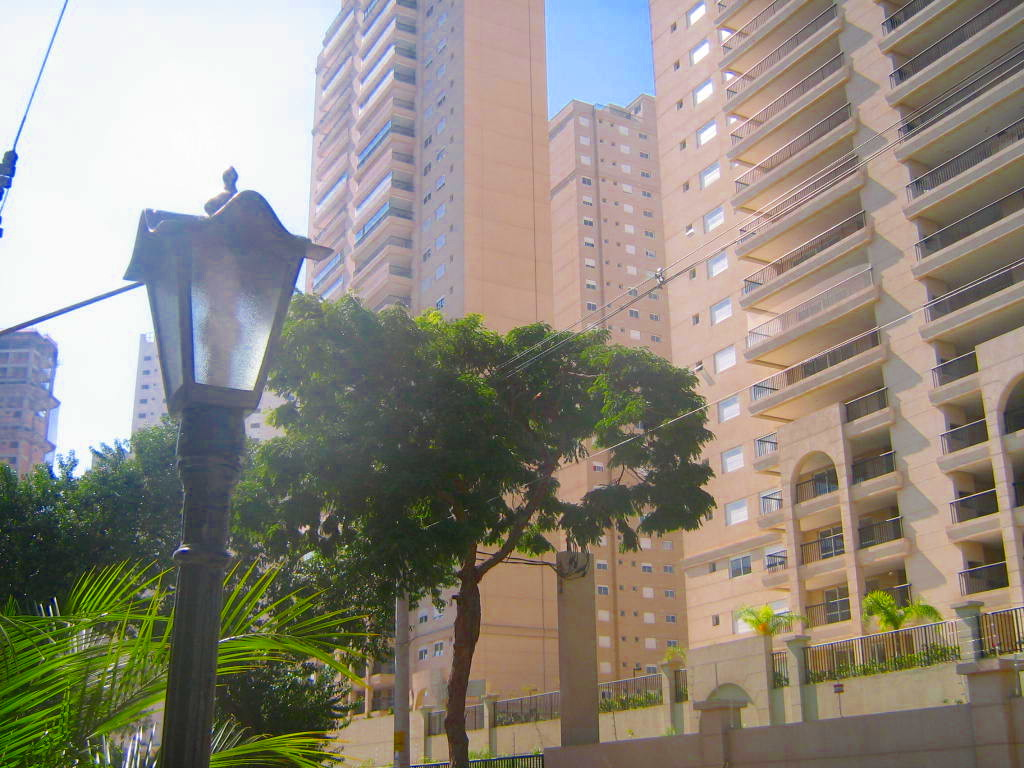
Condomínios residenciais

### Ativismo político
O distrito foi um dos principais cenários da atividade política e revolucionária no Brasil, decorrente de sua natureza industrial. Seus habitantes, no início do século XX, eram trabalhadores imigrantes, oriundos de países com um emergente pensamento socialista.
Na época, o ativismo comunista e anarquista era intenso. A confluência da avenida Paes de Barros, rua da Mooca, rua Taquari e rua do Oratório era conhecida como Praça Vermelha. Seus moradores também cruzaram o Rio Tamanduateí e puderam participar da "Queda da Bastilha" no distrito do Cambuci, ocorrida em 30 de outubro de 1930, com a finalidade de pôr fim ao tratamento desumano da delegacia da Rua Barão de Jaguara, local onde eram confinados sindicalistas e agitadores.
A Mooca era, então, um distrito valorizado. Juntamente com o Largo de São Francisco e o Largo de São Bento, constituía ponto de passagem de carros puxados por animais.[carece de fontes?]
Na época, esse meio de transporte era uma inovação e, logo, São Paulo começaria a se transformar com a chegada da estrada de ferro inglesa, com um ramal se estendendo pela Rua dos Trilhos até o bairro do Hipódromo.
O distrito foi, aos poucos, se formando. O local, que era cheio de chácaras e de sítios, logo passou a ser ocupado por fábricas e usinas, além de casas de operários. Assim é que, entre 1883 e 1890, instalaram-se, no distrito, algumas fábricas de massas, como a Carolina Gallo, a Rosália Médio, a Romanelli e outras.
Em 1891, o casal Antônio e Helena Zerrenner fundou a Companhia Antarctica Paulista. Não só de trabalho viviam os moradores do distrito. Em 1923, foram inaugurados o Cine Teatro Moderno e o Cine Santo Antônio. Em seguida, o Cine Aliança, o Imperial, o Icaraí (mais tarde Ouro Verde) e o Patriarca.
Outro lazer, aliás, prazer dos mooquenses, era o footing realizado aos sábados e domingos, entre a Rua João Antônio de Oliveira e a Avenida Paes de Barros, onde as moças desfilavam aos grupos, enquanto os rapazes sem namoradas ficavam apreciando e esperando por algum olhar convidativo. Com essa farta oferta de lazer e com um significativo número de boas lojas, o mooquense dificilmente saía do distrito.

### Problemática contemporânea
Atualmente, a região da Mooca enfrenta problemas relacionados à inadequação de parte de sua estrutura urbana aos novos usos e aos novos programas propostos para o distrito pelo município, assim como questões ligadas à gentrificação, ou seja, à substituição dos perfis populacionais presentes no distrito e à eventual expulsão das populações de mais baixa renda. O primeiro problema citado se refere à estrutura fabril dos tecidos urbanos presentes junto à orla ferroviária que atravessa o distrito do Brás (ao norte do distrito da Mooca) até as cidades do ABC Paulista. Esta estrutura se caracteriza por uma sucessão de quadras urbanas ocupadas por galpões industriais, muitos deles obsoletos, e cuja origem remonta ao início da industrialização de São Paulo, nas primeiras décadas do século XX. Algumas destas quadras foram adquiridas por incorporadores imobiliários e reunidas em grandes empreendimentos privados, levando à degradação do espaço público. O segundo problema se refere à eventual valorização dos imóveis da região e ao ataque do mercado imobiliário que acarreta na expulsão de famílias tradicionais do local, caracterizando gentrificação.

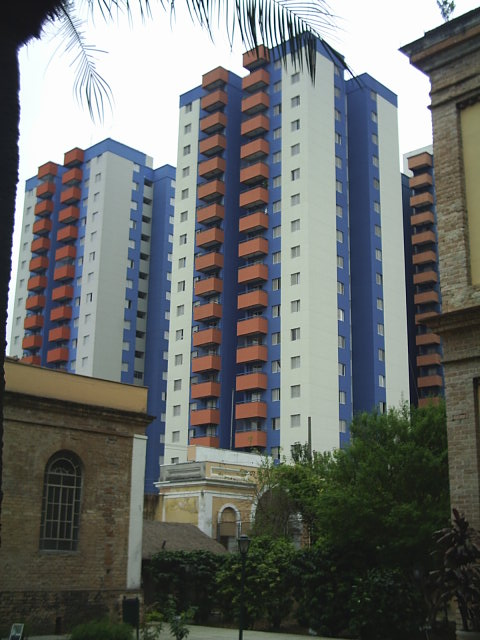
Contraste urbano entre as antigas e modernas construções na região do bairro Hipódromo

Em 2006 e 2007, a região assistiu ao conflito entre os movimentos de moradia e a população de classes alta e média da região pela definição no local de zonas especiais de interesse social (ZEIS), nas quais é deve predominar a construção de habitação de interesse social. As classes de mais alta renda exigiam a retirada das ZEIS do Plano Diretor Regional da Subprefeitura, as quais haviam sido definidas pela população no processo de elaboração daquele plano durante a gestão de Marta Suplicy em São Paulo. Com a gestão José Serra-Gilberto Kassab, a proteção às Zeis deixou de existir por parte da Prefeitura de São Paulo.
Em 2007, o distrito também foi palco de uma disputa entre o CONPRESP (Conselho Municipal de Preservação do Patrimônio) e o mercado imobiliário interessado na construção de torres residenciais de alto e médio padrão na região.
Assim, demonstrando toda essa característica contrastante, podem-se encontrar, ainda hoje, muitos casarões antigos, com suas fachadas em vários estilos, construídas pelos maestri, os mestres construtores, adornadas de guirlandas e de baixos-relevos, objetos de admiração e de estudo de novos arquitetos, ao lado de modernas residências, assim como de estreitas ruas, típicas de velhas cidades da Europa, ao lado de largas avenidas.
Segundo reportagem do Jornal da Tarde:
| “ | Com seus sete quilômetros quadrados de área e uma população de mais de 63 000 habitantes, é o distrito mais com a cara de São Paulo, sendo que as suas características correspondem exatamente à média da cidade. | ” |

Hoje, o tradicional distrito é um dos mais valorizados da Zona Leste paulistana. Composto por três bairros (Hipódromo, Parque da Mooca e Mooca), o distrito da Mooca, atualmente, passa por uma grande transformação em toda a sua extensão, com desativação de antigas indústrias, fábricas e demais complexos, dando lugar a novos estabelecimentos comerciais e a imponentes condomínios residenciais.

## Demografia
Evolução demográfica do distrito da Mooca

## Infraestrutura
É servido pela Estação Bresser-Mooca da Linha 3–Vermelha do Metrô e pela Estação Juventus-Mooca da Linha 10–Turquesa do Trem Metropolitano.

## Distritos limítrofes
- Brás (Noroeste)
- Belém (Norte)
- Água Rasa (Leste)
- Vila Prudente (Sul)
- Cambuci e Ipiranga (Oeste)[15]